# 于吕
于吕（法語：Hulluch，法語發音：[yly]）是法国上法兰西大区加来海峡省的一个市镇，位于该省东北部，属于朗斯区。

## 地理
于吕（50°29'9"N, 2°49'0"E）面积5.74 平方千米，位于法国上法蘭西大區加来海峡省，该省份为法国北部沿海省份，西北濒北海，南至索姆省，东临北部省。
与于吕接壤的市镇（或旧市镇、城区）包括：杜夫兰、贝尼方丹、艾讷、洛斯昂戈埃勒、万格勒。
于吕的时区为UTC+01:00、UTC+02:00（夏令时）。

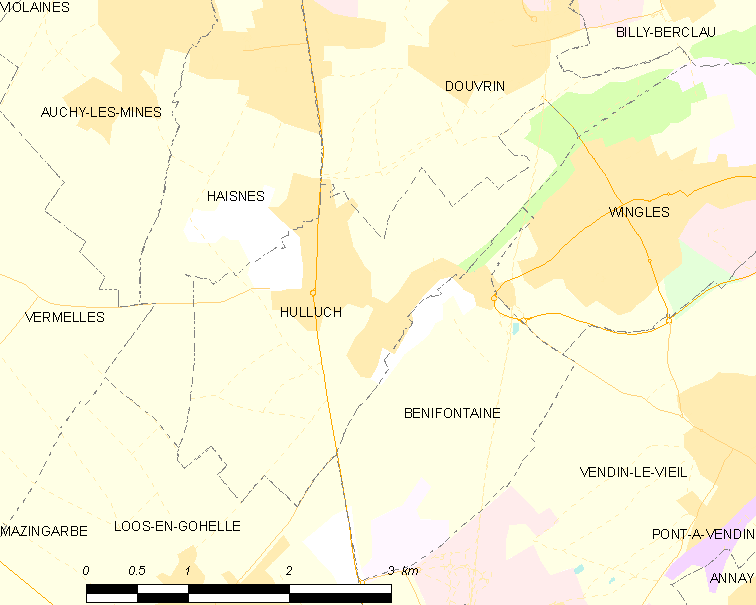
于吕的OSM定位图

## 行政
于吕的邮政编码为62410，INSEE市镇编码为62464。

## 政治
于吕所属的省级选区为万格勒县。

## 人口

1962-2008年间于吕人口变化图示

于吕于2022年1月1日时的人口数量为3377人。